# Episodi di Agente speciale Sue Thomas (prima stagione)
La prima stagione della serie statunitense Agente speciale Sue Thomas è composta da 19 episodi è andata in onda negli Stati Uniti dal 13 ottobre 2002 al 18 maggio 2003 su PAX TV. In Italia è stata trasmessa su Canale 5 nel 2006
| nº | Titolo originale      | Titolo italiano       | Prima TV USA     | Prima TV Italia |
| -- | --------------------- | --------------------- | ---------------- | --------------- |
| 1  | Pilot                 | Oltre il silenzio     | 13 ottobre 2002  | 2006            |
| 2  | Pilot                 | Un cane per amico     | 13 ottobre 2002  | 2006            |
| 3  | Bombs Away            | Allarme bomba         | 20 ottobre 2002  | 2006            |
| 4  | Assassins             | Assassini             | 27 ottobre 2002  | 2006            |
| 5  | A Snitch in Time      | L'informatore         | 3 novembre 2002  | 2006            |
| 6  | The Signing           | Il voltafaccia        | 10 novembre 2002 | 2006            |
| 7  | A Blast from the Past | L'uomo dei palloncini | 24 novembre 2002 | 2006            |
| 8  | Silent Night          | La notte di Natale    | 15 dicembre 2002 | 2006            |
| 9  | Greed                 | L'ago nel pagliaio    | 12 gennaio 2003  | 2006            |
| 10 | Diplomatic Immunity   | Immunità diplomatica  | 19 gennaio 2003  | 2006            |
| 11 | Dirty Bomb            | Bomba sporca          | 2 febbraio 2003  | 2006            |
| 12 | The Heist             | Il furto              | 9 febbraio 2003  | 2006            |
| 13 | The Leak              | La soffiata           | 16 febbraio 2003 | 2006            |
| 14 | Missing               | Scomparsa             | 16 marzo 2003    | 2006            |
| 15 | Prodigal Father       | Il ritorno del padre  | 6 aprile 2003    | 2006            |
| 16 | He Said She Said      | La mela marcia        | 27 aprile 2003   | 2006            |
| 17 | The Hunter            | Il cacciatore         | 4 maggio 2003    | 2006            |
| 18 | The Fugitive          | L'evaso               | 11 maggio 2003   | 2006            |
| 19 | Billy the Kid         | I percorsi della vita | 18 maggio 2003   | 2006            |

## Oltre il silenzio e Un cane per amico
- Titolo originale: Pilot
- Diretto da: Larry A. McLean
- Scritto da: Dave Alan Johnson e Gary R. Johnson

### Trama
Sue Thomas è una donna sorda con la capacità di leggere le labbra, si trasferisce a Washington per intraprendere la nuova carriera di agente dell'FBI, ma il suo nuovo lavoro è poco adattata tanto da ritenerla obsoleta, sfogandosi con l'agente speciale Jack Hudson, che è colpito dalla sua onestà e mette alla prova le sue capacità facendole leggere le labbra di un collega, e chiede di essere unita alla sua Unità di Investigatori Speciali e accetta subito.

## Allarme bomba
- Titolo originale: Bombs Away
- Diretto da: J. Miles Dale e Larry A. McLean
- Scritto da: Dave Alan Johnson e Gary A. Johnson

### Trama
Dopo che Sue diventa un membro ufficiale della squadra, Jack la addestra e poi indagano insieme alla squadra ad una minaccia di bomba contro un ex agente dell'FBI.

## Assassini
- Titolo originale: Assassins
- Diretto da: Stephen Fanfara
- Scritto da: Mark Lisson

### Trama
Durante un tentativo di proteggere un leader afghano, la squadra perde un principale attentatore, ma rintracciano e mettono sotto sorveglianza un altro possibile attentatore dando alla squadra risultati interessanti.

## L'informatore
- Titolo originale: A Snitch in Time
- Diretto da: David Warry-Smith
- Scritto da: Kim Breyer-Johnson e Dave Alan Johnson

### Trama
Jack e Bobby arrestano un spacciatore e insieme a Sue lo interrogano per aiutarli a catturare altri spacciatori.

## Il voltafaccia
- Titolo originale: The Signing
- Diretto da: Bruce Pittman
- Scritto da: Dave Alan Johnson e Brad Markovitz

### Trama
Sue e la squadra si avvicinano ad un detenuto per delle informazioni su un pericoloso detenuto attraverso un loro partner particolare.

## L'uomo dei palloncini
- Titolo originale: A Blast from the Past
- Diretto da: Stephan Fanfara
- Scritto da: Lance Kinsey

### Trama
Dimitrius riceve una notizia su un criminale che dodici anni prima era stato arrestato da lui stesso, spia oltre all'agente anche la sua famiglia.

## La notte di Natale
- Titolo originale: Silent Night
- Diretto da: Alan Goluboff
- Scritto da: Kim Breyer-Johnson e Joan Considine Johnson

### Trama
Durante il periodo natalizio, un misterioso Babbo Natale rapinava banche con alcuni abitanti. Bobby cerca di presentare una buona immagine alla stampa, ma un giornalista è intenzionato ad attaccare l'FBI. Il rapporto tra Sue e la madre giunge al culmine, quando i suoi genitori rimangono a casa.

## L'ago nel pagliaio
- Titolo originale: Greed
- Diretto da: David Warry-Smith
- Scritto da: Brad Markowitz

### Trama
Un'amica di Lucy fa insospettire la squadra quando circola la voce che la grande azienda per cui lavora potrebbe essere sospettosa.

## Immunità diplomatica
- Titolo originale: Diplomatic Immunity
- Diretto da: Holly Dale
- Scritto da: Nickolas Barris

### Trama
Bobby viene sospeso dal servizio dopo aver scoperto che l'aggressore di una donna che lui ha salvato era un diplomatico sudanese con immunità dalle forze dell'ordine statunitensi.

## Bomba sporca
- Titolo originale: Dirty Bomb
- Diretto da: Eleanor Lindo
- Scritto da: Mark Lisson

### Trama
La squadra deve trovare una cassa che sarà usata per fare una bomba sporca. Lucy teme per la sua famiglia per il matrimonio della sorella.

## Il furto
- Titolo originale: The Heist
- Diretto da: Bruce Pittman
- Scritto da: Kim Breyer-Johnson e Joan Constantine Johnson

### Trama
La squadra indaga sulla scomparsa dei conducenti di un furgone della sicurezza che trasportavano denaro. Intanto Sue aiuta Lucy a migliorare la sua lingua dei segni quando si recano in un club particolare.

## La soffiata
- Titolo originale: The Leak
- Diretto da: John Bell
- Scritto da: Brad Markowitz

### Trama
Un raid fallisce a causa della scomparsa di un informatore di Sue. La squadra crede che la fonte della fuga di notizie siano i terroristi.

## Scomparsa
- Titolo originale: Missing
- Diretto da: Bruce Pittman
- Scritto da: Kim Breyer-Johnson e Joan Considine Johnson

### Trama
La cameriera della squadra è coinvolta in una pirateria del software, utilizzando il biglietto da visita di Tara come inganno. Mentre Myles viene considerato un nuovo volto dell'FBI.

## Il ritorno del padre
- Titolo originale: Prodigal Father
- Diretto da: Larry A. McLean
- Scritto da: Kim Breyer-Johnson e Joan Considine Johnson

### Trama
La squadra serve un truffatore detenuto per truffa per cercare di incastrare un altro truffatore, però il detenuto è il padre di Bobby, che rende lui incredulo.

## La mela marcia
- Titolo originale: He Said She Said
- Diretto da: Holly Dale
- Scritto da: Gary R. Johnson e Brad Markowitz

### Trama
Sue e Myles vengono assegnati ad una task force speciale per sgominare una banda di trafficanti di droga sudamericani. Sue viene accusata dell'omicidio di una collega e la squadra cerca di trovare le prove della sua innocenza.

## Il cacciatore
- Titolo originale: The Hunter
- Diretto da: Eleanor Lindo
- Scritto da: Dave Alan Johnson e Lance Kinsey

### Trama
Un uomo innocente, condannato per una serie di omicidi molti anni prima, contatta l'FBI per riaprire il caso, grazie ad un nuovo omicidio che assomiglia a quel caso.

## L'evaso
- Titolo originale: The Fugitive
- Diretto da: John Bell
- Scritto da: Kim Breyer-Johnson e Joan Considine Johnson

### Trama
Mentre Sue partecipa al matrimonio della sua amica, la squadra è alla ricerca di un evaso che sta prendendo di mira la sua ex moglie.

## I percorsi della vita
- Titolo originale: Billy the Kid
- Diretto da: Holly Dale
- Scritto da: Dave Alan Johnson e Lance Kinsey

### Trama
La madre di Lucy annuncia di avere un nuovo compagno, mentre la squadra indaga sul tentato omicidio di un giudice nonché amico di Jack.